# Adam Bhala Lough
Pour les articles homonymes, voir Lough.
Adam Bhala Lough, né le 9 mai 1979, est un réalisateur, scénariste et documentariste américain.

## Biographie

### Formation
- Tisch School of the Arts

## Filmographie partielle

### Comme réalisateur
- 2001 : Roundest Wheel
- 2001 : Jes One
- 2002 : Bomb the System
- 2007 : Weapons
- 2008 : Farmhouse: Jim Jarmusch at Work
- 2008 : The Upsetter
- 2009 : The Carter (vidéo)
- 2013 : The Motivation
- 2015 : Hot Sugar's Cold World
- 2015 : The Motivation 2.0: Real American Skater: The Chris Cole Story